# Курчаб-Редлих, Кристина
Кристина Курчаб-Редлих (пол. Krystyna Kurczab-Redlich; род. 1954, Забже) — польская писательница-документалист, репортёр и журналистка.

## Биография
Родилась в семье краковского писателя Яна Курчаба (1903—1969). Окончила юридический факультет Ягеллонского университета в Кракове.
Работала в журналах «Пшекруй», «Шпильки», сотрудничала с «Newsweek», «Политикой», телеканалом «PolSat» и другими.
С 1990 по 2004 год была корреспондентом польских средств массовой информации в России. Сняла несколько документальных фильмов про чеченскую войну, в которых привела многочисленные факты нарушения прав человека.
В 2000 году К. Курчаб-Редлих издала книгу «Пандрёшка» (от словосочетания — Ящика Пандоры и русской матрёшки) про повседневную жизнь в современной России (второе издание вышло в 2008 г.). В 2007 г. — книгу «Головой о стену Кремля», в которой подробно описывает события в России с конца 80-х годов до сегодняшнего дня, подоплёку войны в Чечне и террористических актов в Москве (Террористический акт на Дубровке) и Беслане. После выхода книги получила прозвище «Польская Политковская». В последней главе книги «Феномен Путина» приводит факты биографии президента России, никогда не публиковавшиеся ранее.
К. Курчаб-Редлих получила одну из самых важных наград журналистики Польши для заграничных корреспондентов — премию Казимежа Дзевановского. За публикации и репортажи из Чечни организация Amnesty International («Международная амнистия») присудила ей премию им. Мельхиора Ваньковича. В 2008 удостоена престижной премии им. Юзефа Тишнера.
В 2005 году Amnesty International совместно с Международной хельсинкской федерацией по правам человека и чеченской организацией «Эхо войны» выдвинули кандидатуру К. Курчаб-Редлих на соискание Нобелевской премии мира.
В 2016 в Варшаве состоялась презентация книги «Вова. Володя. Владимир. Тайны России Путина». Её уже успели назвать самой сенсационной биографией года. В книге автор рассказывает о неизвестных фактах из жизни российского лидера.
Муж — корреспондент польского телевидения в России.